# Laurentiusplatz

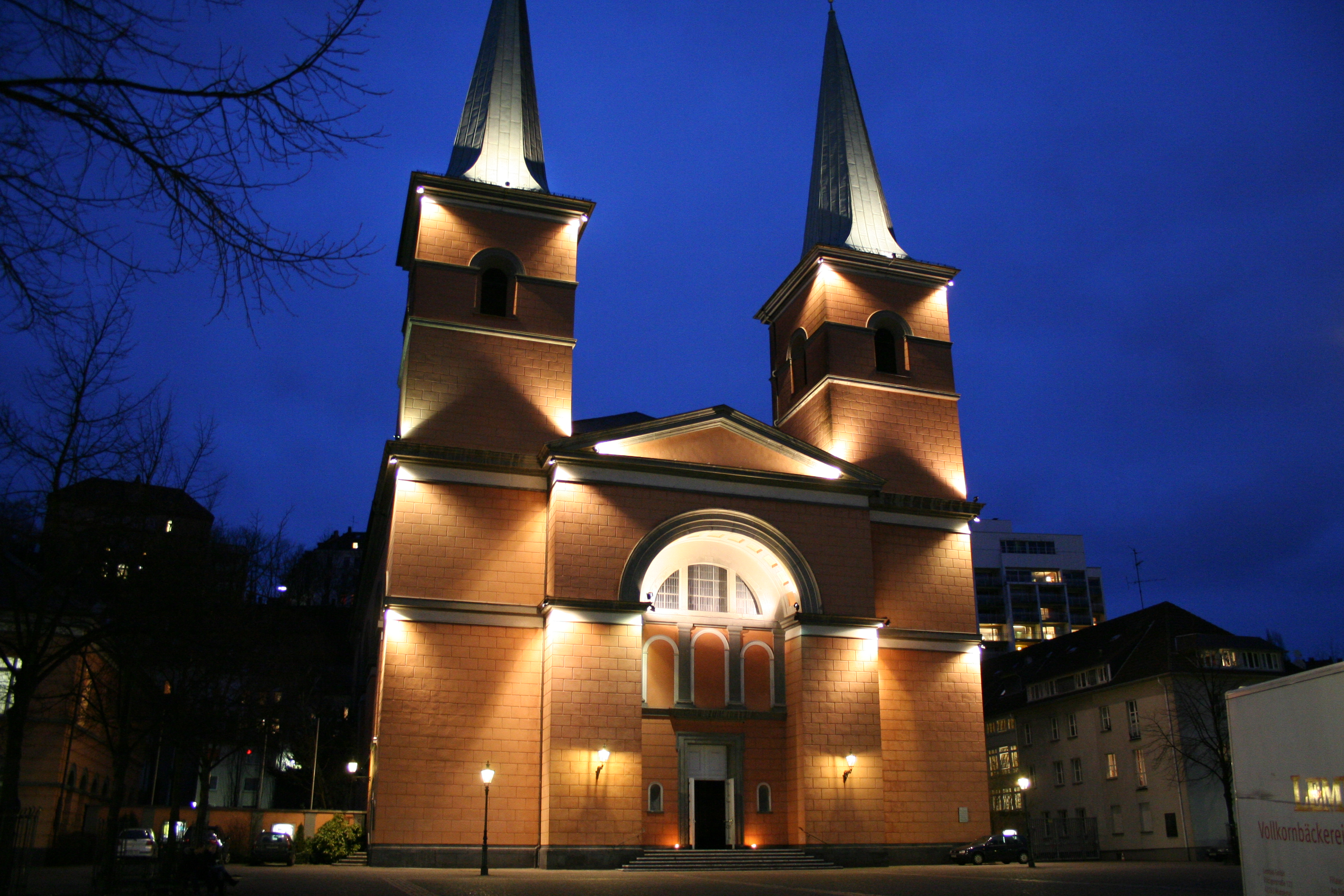
Südfassade bei Nacht

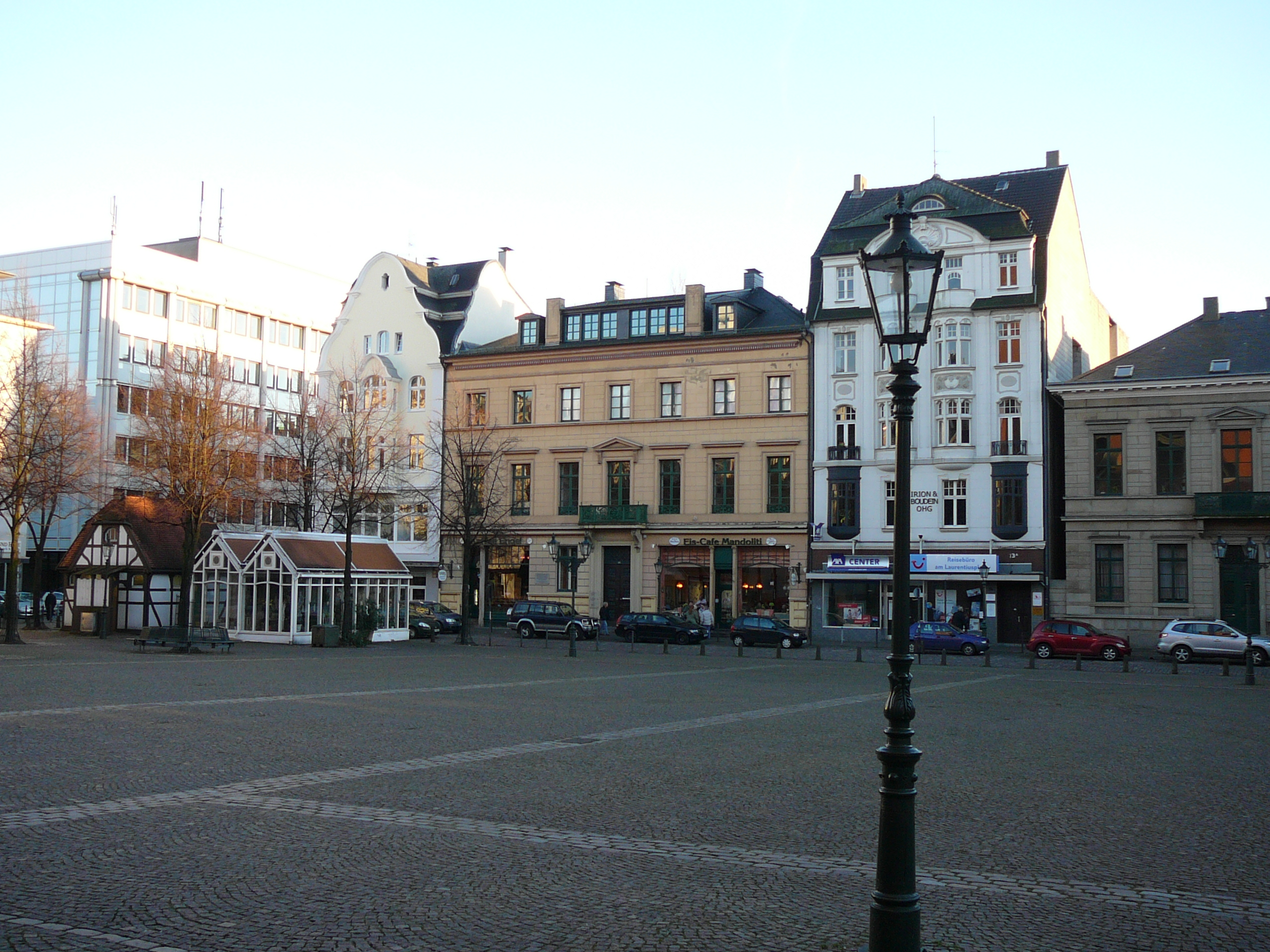
Blick nach Süden auf die Friedrich-Ebert-Straße, das braune Haus ist das Haus Daniel von der Heydt

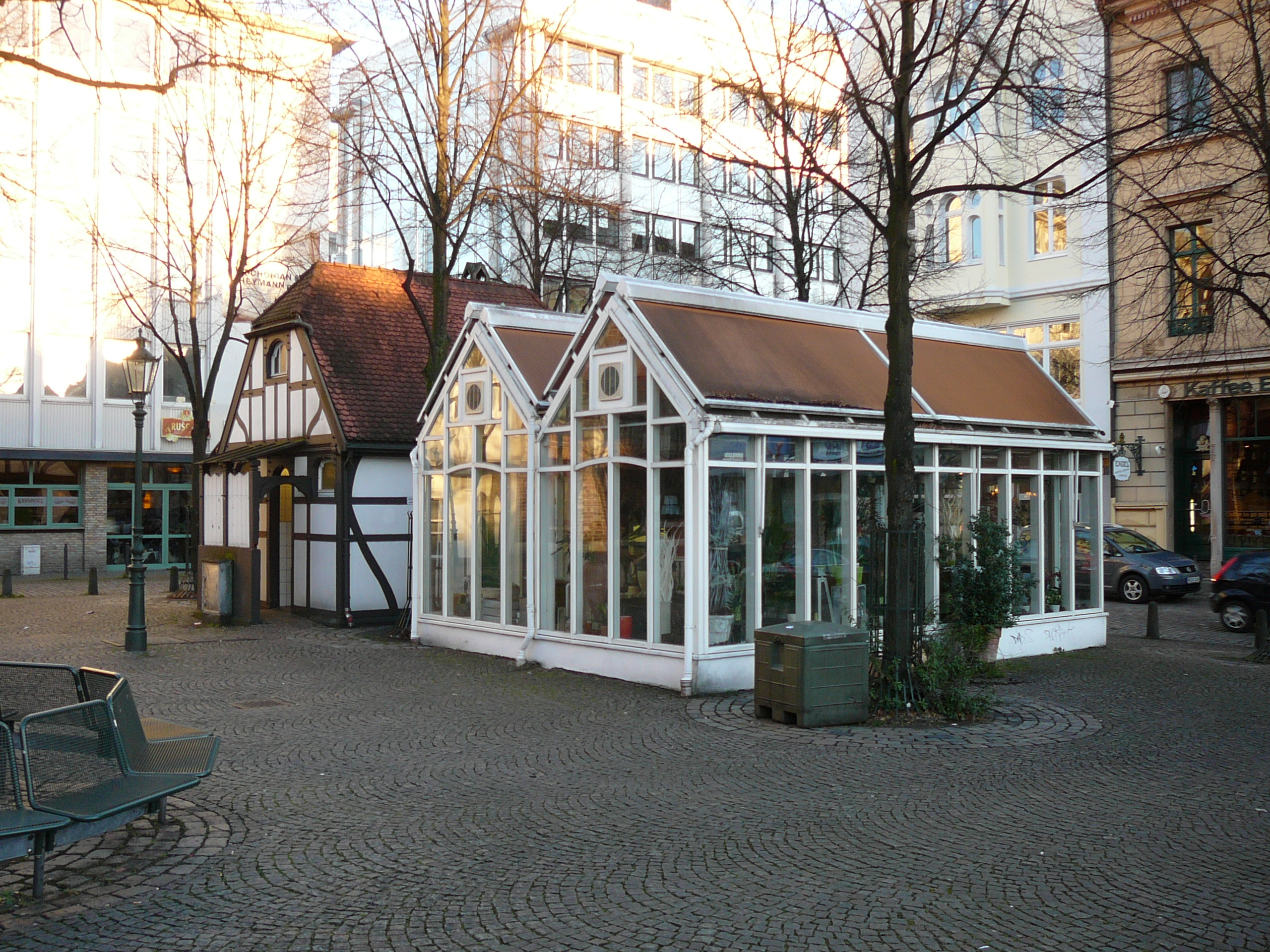
Ein Blumenladen im Pavillon, dahinter ein Kiosk und eine Bedürfnisanstalt

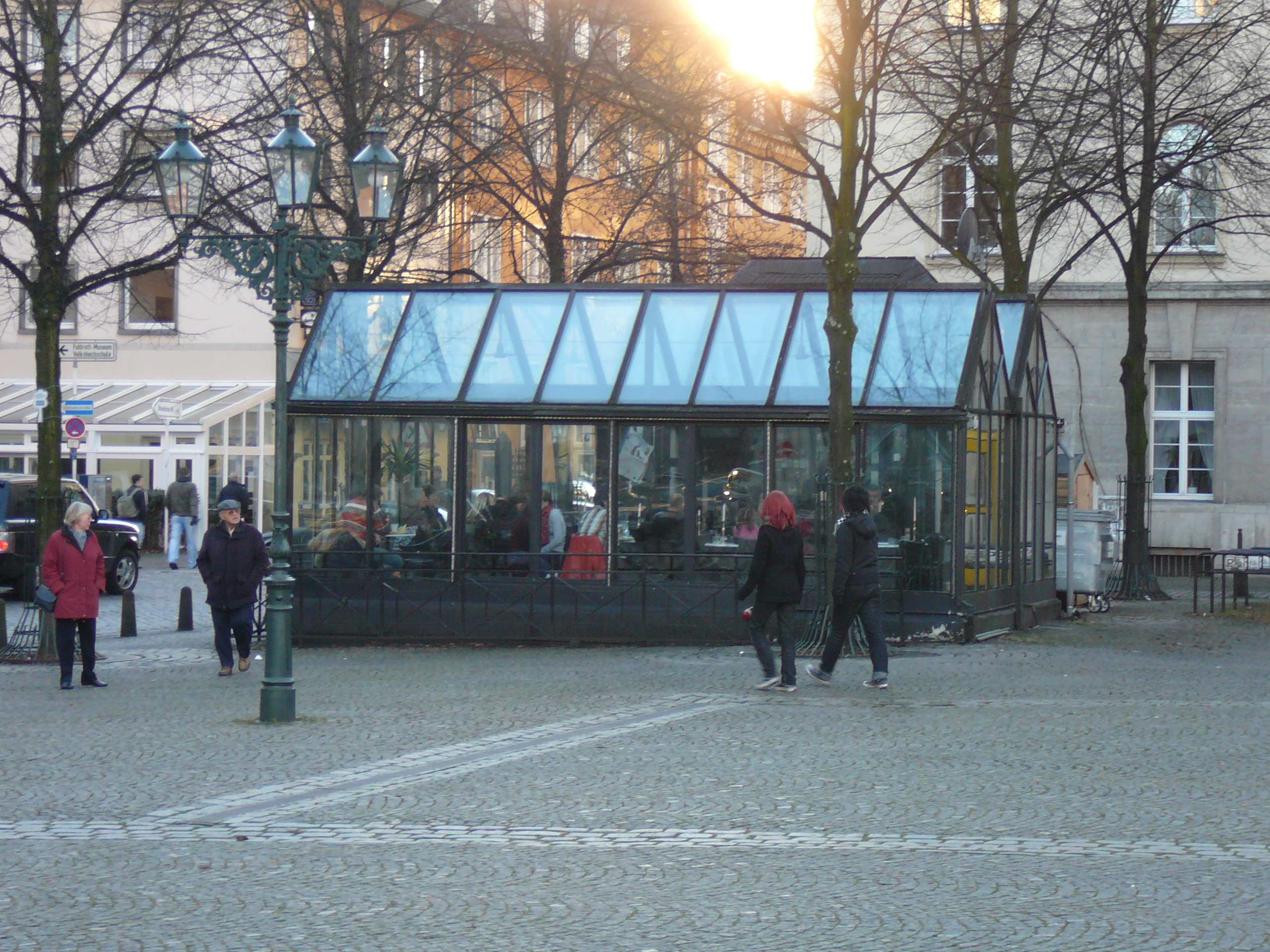
Auf der Südwestseite ein Café

Der Laurentiusplatz ist ein innerstädtischer Platz im Wuppertaler Stadtbezirk Elberfeld, der früher unter dem Namen Königsplatz bekannt war.

## Topographie
Dominiert wird der Platz von der katholischen Kirche St. Laurentius (erbaut 1828–1835), die auch heutige Namensgeberin des Platzes ist. Der Platz liegt an der Friedrich-Ebert-Straße (der ehemaligen Königstraße), die hier im östlichen Teil der Straße eine einspurige Geschäftsstraße ist. Hinter der Kirche liegt die Luisenstraße, nach der das ganze Viertel benannt ist. Um den Platz sind einige gastronomische Betriebe zu finden. Seitlich des Platzes verläuft jeweils eine Seitenstraße.

## Architektur
Der Platz wurde 1826 im Zuge der klassizistischen Westerweiterung Elberfelds als zweiter Wochenmarkt angelegt. Gestiftet wurde das Grundstück, das sogenannte Osterfeld, von Pfarrer Stephan Oberrhé, der seiner stetig wachsenden Gemeinde einen Platz für eine neu zu errichtende Kirche schenken wollte.
Von 1828 bis 1835 wurde die Kirche gebaut. Da die Finanzierung große Schwierigkeiten machte und sogar eine Zwangsversteigerung des Rohbaus drohte, unterstützte König Friedrich Wilhelm III. die Gemeinde mit einer Spende in Höhe von 5000 Talern. Ihm zu Ehren wurde der Kirchenvorplatz daraufhin später in „Königsplatz“ umbenannt.
Eine Sammlung in der Bürgerschaft führte 1875 zu einem Wettbewerb für ein Denkmal, bei dem der Bildhauer Wilhelm Albermann mit unter 30 eingereichten Entwürfen mit seinem Modell „Deutsche Einheit, Deutsche Kraft“ den ersten Preis erzielte. Nach drei Jahren Beratungen und wesentlichen gestalterischen Veränderungen durch Stifter und Preisgerichtsmitglieder wurde das Monument am 30. Juli 1881 feierlich eingeweiht. Das Denkmal, das im Zentrum des Platzes errichtet wurde, existiert heute nicht mehr.
Bis in die 1970er-Jahre standen auf dem ganzen Platz, der als Parkplatz genutzt wurde, größere Bäume. Seit einem Umbau befindet sich der Platz in seinem heutigen Zustand. Jeweils drei neu gepflanzte Baumreihen gliedern im westlichen und östlichen Drittel den Platz, der komplett gepflastert ist. Um 1900 entstanden an den Seiten jeweils kleine Pavillons in Fachwerkbauweise, die heute noch als Kiosk und Café genutzt werden. Diese Pavillons und zahlreiche Gebäude rund um den Platz sind in der Denkmalliste der Stadt als Baudenkmale eingetragen.
Der Platz wird heute für einen kleinen Wochenmarkt und auch für Stadtfeste, Weihnachtsmarkt und Veranstaltungen wie Schlittschuhlaufen oder Beach-Volleyball genutzt.